# Dießem
Der Dießem (Diessheim) ist einer der ursprünglichen Stadtteile der Stadt Krefeld, wie auch Inrath und Lindental. Dießem befindet sich östlich des Krefelder Stadtzentrums. Der Stadtteil grenzt im Süden an Fischeln, im Osten an Krefeld-Oppum, im Norden an Krefeld-Cracau und im Westen an das Stadtzentrum. Das Stadtbild des ca. 17.500 Einwohner zählenden Bezirks wird größtenteils durch gründerzeitliche Altbauten geprägt. Das Krefelder Arbeitsamt hat hier seinen Standort.

## Wichtige Punkte in Dießem
- Arbeitsamt Krefeld
- Fabrik Heeder
- Kulturfabrik Krefeld
- Platz der Wiedervereinigung (Krefeld)
- Ritterfeldsiedlung